# Thinis
Thinis (Oudgrieks Θίνις, Oudegyptisch Tjenoe) was de hoofdstad van de vroegste dynastieën van het oude Egypte. De exacte locatie van Thinis is nog niet vastgesteld, maar ze bevond zich waarschijnlijk nabij de huidige stad Girga of El-Birba en niet ver van zijn begrafenisgebied Abydos, waar zich de graven van de eerste farao's bevinden. Bewijzen van bewoning in het gebied gaan terug tot het 4e millennium v.Chr.
Thinis gold in de Egyptische mythologie als een hemelstad.

## Geschiedenis
De geschiedenis van Thinis gaat terug tot in de proto-dynastieke periode. Volgens de geschiedschrijver Manetho (ca. 250 v.Chr.) was Thinis het centrum van een confederatie van stammen onder leiding van Menes, die Egypte zou verenigen en de eerste farao werd. Volgens Herodotus (ca. 485-425/420 v.Chr.) legde Menes de loop van de Nijl om, groef een meer verder uit en stichtte Memphis (op de grens van Boven- en Beneden-Egypte) en bouwde er de Grote tempel van Ptah. De daaropvolgende vroeg-dynastieke periode wordt daarom ook wel 'Thinitische periode' (Thinitische tijd, 1e en 2e dynastie) genoemd. Volgens Apollonius van Tyana was Ethiopië gesticht door emigranten uit India (Philostratus, Het leven van Apollonius van Tyana, III,20 en VI,11).
Nadat tijdens de derde dynastie de hoofdstad van Egypte naar Memphis verplaatst werd, verloor Thinis snel aan belang. Het bleef de hoofdstad van de 8e nomos van Opper-Egypte, Ta-wer (Grieks Thinites). Ook de militair en economisch belangrijke Westelijke Oases verzekerden Thinis een zekere positie gedurende het Oude en Nieuwe Rijk.
Tijdens de eerste tussenperiode was de stad strategisch gelegen tussen de rivaliserende koningshuizen van Thebe (Opper-Egypte) en Heracleopolis (Neder-Egypte). Met de overwinning van Mentoehotep II, farao van de Thebaanse 11e dynastie, over de Heracleopolitische 10e dynastie kwam Thinis onder het verenigde Middenrijk.
Gedurende de tweede tussenperiode verkreeg Thinis mogelijk een hernieuwde zelfstandigheid als zetel van de zogenaamde dynastie van Abydos.
Onder Ptolemaeus (367-283 v.Chr.) raakte Thinis haar plaats als hoofdstad van de nomos kwijt aan Ptolemais Hermeiou, waarna de stad in verval raakte.

## Religie

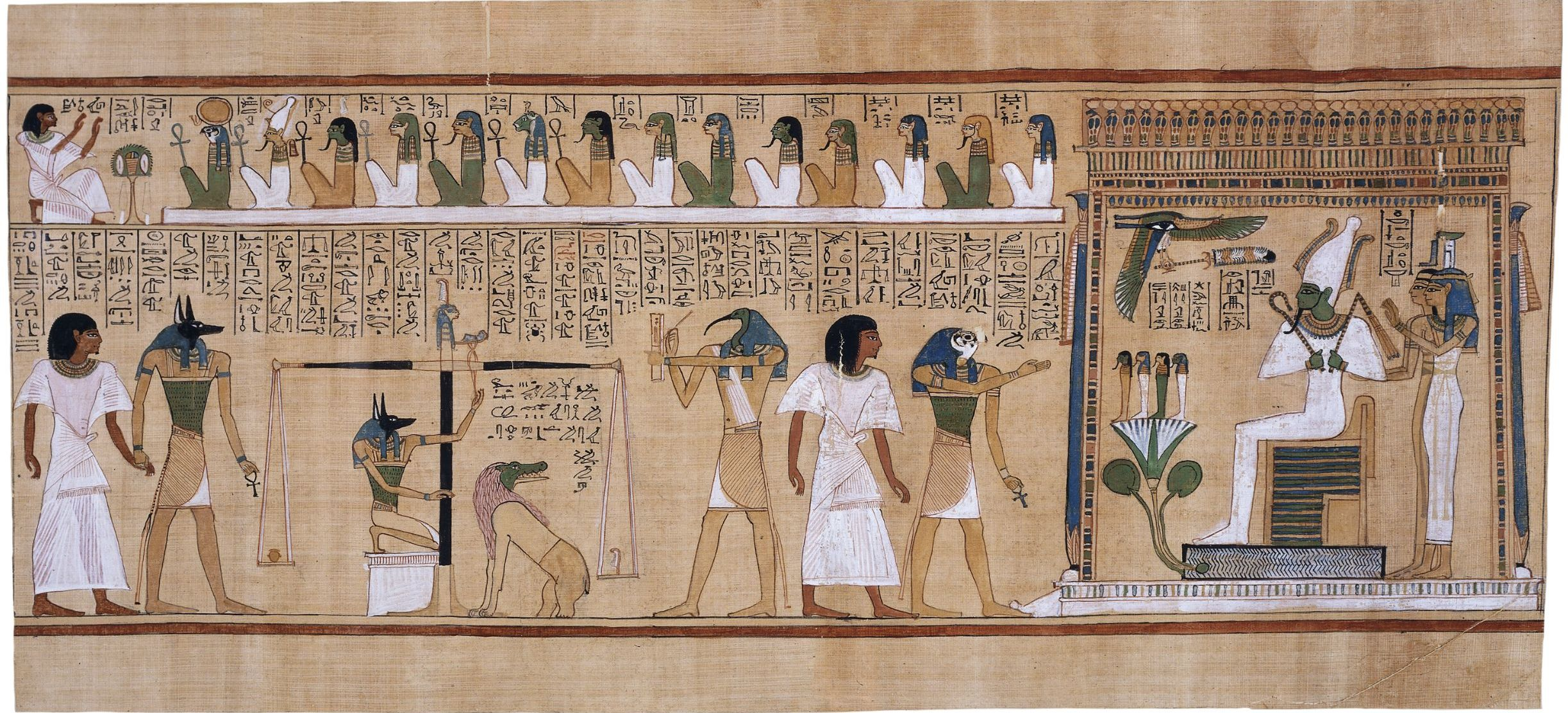
Een afbeelding uit het Egyptisch dodenboek (Osiris-Chentiamentioe, Voorste van de Westerlingen van Abydos, met groene huid, zit rechts). In de oude Egyptische, religieuze kosmologie speelde Thinis een rol als een mythische plaats in de hemel, het hemelse Thinis.

Door haar oude erfgoed bleef Thinis een belangrijk religieus centrum. In Thinis bevond zich de tempel van Onoeris (hij die haar van ver terugbrengt), de god van de nomos, wiens epitheton onder meer "Stier van Thinis" was. Ook zijn echtgenote, de leeuw-godin Mekhit, die hij uit Nubië meevoerde, werd er in haar eigen tempel vereerd.
In de Egyptische mythologie stond Thinis model voor een mythische hemelstad, zoals beschreven in het Egyptisch Dodenboek.